# Amanoa almerindae
Amanoa almerindae là một loài thực vật có hoa trong họ Diệp hạ châu. Loài này được Leal mô tả khoa học đầu tiên năm 1951.